# Анонс (группа)
Ано́нс — музыкальная группа, пик популярности которой пришёлся на конец 1980-х — начало 1990-х. Наибольшую известность приобрели песни «Оля и СПИД», «Хулиган», «Зина — продавец из магазина», «Девочка моя». Подчёркнутый эротизм песен «Анонса» воспринимался в то время как настоящий вызов официальной советской эстраде. Автор большинства текстов песен ранних альбомов — Борис Берг. В настоящее время Александр Касимов принимает участие в сборных концертах звёзд 90-х, а также проходят его сольные выступления в клубах РФ.

## Состав
- Александр Касимов (родился 7 ноября 1959 года) — лидер группы, музыка, аранжировка, вокал (1988—2024)
- Борис Берг (наст. имя Юрий Хейфец) — автор текстов
- Александр Золотарёв — аранжировщик, секвенсор, клавишные (1988—1991)
- Елена Грачёва — клавишные, вокал (1988—1991)
- Михаил Оленев — гитара
- Петр Кустов — ударные
- Валерий Гусев — звукорежиссёр
- Дмитрий Иванов — художественный руководитель студии «Океан»
- Андрей Солуянов — продюсер проекта
- Андрей Каргапольцев — бас-синтезатор (1988)
- Андрей Михалев — вокал (1988)

## Дискография
- 1988 — Случайность
- 1988 — Зараза
- 1989 — Хочу всё знать!
- 1990 — Интердевочка
- 1991 — Новогодний подарок
- 1992 — Да…
- 1992 — Проект А. Касимова — группа «Республика ШКИД», альбом «Республика ШКИД»
- 2001 — Проект А. Касимова — группа «Партизаны», альбом «Солдат»
- 2006 — Проект А. Касимова — АнонсТоп-1, сборник музыки в исполнении молодых и талантливых исполнителей, неизвестных широкой публике
- 2007 — Анонс RemixСовый
- 2008 — Хочу Всех Знать!
- 2009 — Шоу Александра Касимова «ХитНародный» фестиваль «АнонсТоп 2009» 2CD (MP3)
- 2014 — Пивной Вояж
- 2015 — Неизданное
- 2016 — Неизданное 2
- 2017 — Новое и лучшее
- 2018 — ДискоTusa 90x
- 2024 — Ремейки, ремиксы и новые песни